# 石澤良昭
石澤 良昭（いしざわ よしあき、1937年9月19日 - ）は、日本の歴史学者で、第13代上智大学学長。専門は東南アジア史、カンボジア王国のアンコール・ワット時代の碑刻文解読研究。上智大学アジア人材養成研究センター所長、上智大学アンコール遺跡国際調査団の団長を兼務。文化庁文化審議会会長を務めた。

## 経歴
出生から修学期
1937年、北海道帯広市で生まれた。1957年、北海道帯広三条高等学校を卒業し、上智大学外国語学部フランス語学科に進学。1961年に卒業した。1961年、カンボジアConservation des Monuments d'Angkor研究員として研究に従事。中央大学大学院文学研究科東洋史専攻に進み、1968年に修士課程修了。1971年に博士課程を満期退学。
東南アジア史研究者として
1971年、聖マリアンナ医科大学医学進学課程専任講師に就いた。1974年、聖マリアンナ医科大学助教授に昇格。1977年、鹿児島大学助教授に転じた。また同1977年、学位論文『古代カンボジア史研究：Preangkor期の政治と社会』を中央大学に提出して文学博士号を取得。1980年に同大学教授に昇格。
上智大学時代
1982年、上智大学教授に就任。1997年より上智大学外国語学部長を務めた。2005年4月1日、第13代上智大学学長に就任。2011年4月1日、上智大学を退任し、特任教授となった。

### 委員・役員ほか
- 上智大学アジア人材養成研究センター所長(2002年-)
- 文化庁文化審議会会長(2007年-)

※以上、「上智大学教員教育研究情報データベース」の個人プロフィールより

## 受賞・栄典
- 1991年：外務大臣表彰。
- 1998年：カンボジア王国のシハヌーク国王より銀盃下賜。
- 1998年：カンボジア王国のシハヌーク国王より「サハメトリ章」を親授。
- 2003年：国際交流基金賞を受賞。
- 2012年：瑞宝重光章を受章[3]
- 2017年：マグサイサイ賞を受賞。

## 研究内容・実績
アンコール・ワット遺跡の調査と保護
学生時代から45年間にわたり、カンボジアのアンコール・ワット遺跡群の調査・研究を続けている。内戦で日本との国交が断たれた期間も現地に入り遺跡の保護活動を行った。外国人の研究者が主導してきたアンコール遺跡の発掘・保存・修復作業を、「カンボジア人自身が遺跡を守るべき」との理念を掲げ、現地に「アジア人材養成センター」を設立するなど、「行動する大学教授」としてカンボジアでも名前が知られている。
2001年3月〜8月、「上智大学アンコール遺跡国際調査団」が、アンコール・ワット近くのバンテアイ・クデイで千体仏石柱と274体の廃仏を発掘する。アンコール王朝末期の歴史的解釈について、従来の学説を塗り替える大発見となる。上智大学学長になってからも、民間の旅行会社が企画するカンボジアツアーに参加し、現地を訪れる日本人観光客に同行してアンコール遺跡のガイド役をつとめている。
文化庁文化審議会委員長としての日本史跡に対する言及
2006年、「高松塚古墳取合部天井の崩落止め工事及び石室西壁の損傷事故に関する調査委員会」の委員長として、古墳内部のカビの大量発生と壁の損傷事故を国に報告すると同時に、文化庁の官僚組織の弊害や情報公開の姿勢を批判し、文化財・国宝の保護のあり方が社会問題化するきっかけとなった。2007年から文化庁文化審議会会長となり、「負の遺産」として足尾銅山の通洞坑跡を国指定の史跡に、熊本県のハンセン病の治療施設を登録有形文化財に登録する答申を出して注目された。

## 著作

### 単著
- 『古代カンボジア史研究』国書刊行会 1982
  - 風響社 2013年
- 『アンコール・ワット 甦る文化遺産』日本テレビ放送網 1989
- 『アンコール・ワット 大伽藍と文明の謎』講談社現代新書 1996
- 『アンコール・ワットへの道』JTB出版部 2000
- 『アンコールからのメッセージ』山川出版社 2002
- 『アンコール・王たちの物語』NHK出版 2005
- 『興亡の世界史　東南アジア　多文明世界の発見』講談社 2009
  - 文庫化 講談社学術文庫 2018年
- 『アンコール・ワットと私』連合出版 2018
- 『アンコール王朝興亡史』NHK出版 2021
- 『アンコール王朝の水利都市：アンコール・ワット建立の経済活動解明に挑戦』ぎょうせい 2023

### 共著
- 『東南アジア現代史 3 ヴェトナム・カンボジア・ラオス』(世界現代史 7) 山川出版社 1977
  - 再版 1988年
- 『チャム（英語版）彫刻 写真集』連合出版 1988
- 『タイの寺院壁画と石造建築』めこん 1989
- 『アンコール・ワットへの旅 人類の至宝、カンボジアの誇りを守る』講談社(講談社カルチャーブックス 65) 1992
- 『アジアの至宝 アンコール遺跡』日本電波ニュース社 1992
- 『東南アジア』(地域からの世界史 4) 朝日新聞社 1993
- 『アンコール遺跡を解明する 第3回 アンコール遺跡調査報告会』上智大学アジア文化研究所 1994
- 『東南アジアの伝統と発展』(世界の歴史 13) 中央公論社 1998
- 『アンコールの王道を行く』淡交社 1999
- 『東洋の心西洋の心』ユーラシア旅行社 2002
- 『Manuel d'épigraphie du Cambodge　Vol. 1』EFEO 2007

### 共編著
- 『文化遺産の保存と環境』(講座文明と環境 12) 朝倉書店 1995
- 『おもしろアジア考古学』連合出版 1997
- 『東南アジア古代国家の成立と展開』(岩波講座東南アジア史 2) 岩波書店 2001

### 訳書
- 『東南アジア史』レイ・タン・コイ（ドイツ語版）著、白水社(文庫クセジュ 471) 1970
  - 増補文庫新版 白水社(文庫クセジュ 826) 2000年

### 共訳書
- 『シナ奥地を行く』(西域探検紀行全集 10) アンリ・ドローヌ（フランス語版）著、白水社 1968
  - 再版 1982年
- 『現代フランス語法辞典』ポール・リーチ、クロード・ロベルジュ著、大修館書店 1975
- 『クメールの彫像』ジャン・ボワスリエ（英語版）著、連合出版 1986
  - 新装版 2000年
- 『カンボジア』ジャン・デルヴェール（フランス語版）著、白水社(文庫クセジュ 782) 1996
- 『西欧が見たアンコール：水利都市アンコールの繁栄と没落』ベルナール・P・グロリエ（フランス語版）著、連合出版 1997

### 監修書
- 『埋もれた文明 アンコール遺跡』(ドキュメントシリーズ 10) 日本テレビ放送網 1981
- 『アジア・美の様式 図録アジアの建築・彫刻・工芸 その歴史展開と交流』オフィス・ド・リーブル編、連合出版 1989
  - 新装版 連合出版 1994
- 『アンコール・ワット拓本集 復刻版』五月書房 1993
- 『密林の王土アンコール Angkor』恒文社 1994
- 『アンコール・ワット：密林に消えた文明を求めて』ブリュノ・ダジャンス著、創元社(知の再発見双書 48） 1995
- 『クメールの芸術：アンコール・ワットに見る華麗な美術 伝統の技と流儀』マドレーヌ・ジトー（英語版）、ダニエル・ゲレ共著、芸術新聞社 1997
- 『アンコール遺跡の考古学』(アンコール・ワットの解明 1）連合出版 2000
- 『アンコール遺跡の地質学』(アンコール・ワットの解明 2）連合出版 2000
- 『アンコール遺跡と社会文化発展』(アンコール・ワットの解明 4) 連合出版 2001
- 『アンコール遺跡の建築学』(アンコール・ワットの解明 3）連合出版 2001
- 『カンボジアの農民 自然・社会・文化』J.デルヴェール著、風響社 2002
- 『世界遺産アンコール遺跡の光』小学館(小学館文庫) 2002

### 監訳書
- 『シハヌーク：悲劇のカンボジア現代史』ミルトン・オズボーン（英語版）著、岩波書店 1996

### メディア出演
ドキュメンタリー
- こころの時代「破壊された心の復興」（2018年5月13日、NHK Eテレ）[8]

BS特集
- 「ローマを夢見たアンコールワット：東南アジア最大覇権王朝の栄光と真実〜すべての道はアンコールに通ず〜」BS-TBS、2011年1月1日・1月2日、番組ナビゲーター
- 彼は、故郷の北海道に栃木県の風景がとても似ていると話し、県北に別荘を持っているという。その影響もあり、栃木放送でレギュラー番組を持ったこともあった。(2005年4月-2006年3月) 　姉の家系も、栃木県の別荘に遊びに来るとラジオ番組で話す。